# Heinrich Schäffer
Heinrich Schäffer (Kassel, 20 februari 1808 – Hamburg, 28 november 1874) was een Duits componist, zanger (tenor) en zangleraar.

## Levensloop
Schäffer was een opgeleid zanger. Hij schreef naast orkestwerken en kamermuziek vooral vocale muziek (mannenkoor en liederen). De zanger en zangleraar Schäffer had grote invloed in met name het noorden van Duitsland. Hij was als tenor werkzaam in Maagdenburg en Hamburg.
De fantasie Die Post im Walde, op. 12 verwierf ook buiten de regio bekendheid en is vooral als solo voor trompet en harmonieorkest tot vandaag behouden gebleven.
- Bibliothèque nationale de France: cb138110472 (data)
- Gemeinsame Normdatei: 12354274X
- International Standard Name Identifier: 0000 0000 7328 0673
- Library of Congress Control Number: nr2003030395
- Nationale Bibliotheek van Tsjechië: mzk2015856659
- Nederlandse Thesaurus van Auteursnamen: 288366077
- Système universitaire de documentation: 15860010X
- Virtual International Authority File: 37828410
- WorldCat: E39PBJkxKxqHDk98Y38MX8VjYP